# Timonius panayensis
Timonius panayensis är en måreväxtart som beskrevs av Elmer Drew Merrill. Timonius panayensis ingår i släktet Timonius och familjen måreväxter. Inga underarter finns listade i Catalogue of Life.